# World Series of Poker 1972
III. edycja turnieju World Series of Poker, odbył się w roku 1972, Binion’s Horseshoe Casino w Las Vegas.

## Turnieje boczne
| Turniej                 | Zwycięzca | Nagroda  | Przegrany w finale |
| ----------------------- | --------- | -------- | ------------------ |
| 10 000 $ Five-Card Stud | Bill Boyd | 20 000 $ | nieznany           |

## Turniej Główny
W turnieju głównym zagrało 8 zawodników. Na początku każdy z zawodników wykładał cenę wejściową - 5 000 $. Turniej rozgrywany był w formule „zwycięzca bierze wszystko”.
Amarillo Slim zwyciężył, pokonując Puggy'ego Pearsona, mimo iż ten miał dwukrotnie więcej żetonów. Doyle Brunson mając 20 000 w żetonach, wymienił je na gotówkę, nie mogąc dalej grać z powodu choroby.

### Stół finałowy
| Miejsce | Nazwisko                       | Nagroda  |
| ------- | ------------------------------ | -------- |
| 1       | Thomas „Amarillo Slim” Preston | 60 000 $ |
| 2       | Walter „Puggy” Pearson         | −        |
| 3       | Doyle Brunson                  | 20 000 $ |
| 4       | Crandell Addington             | −        |
| 5       | Jack Straus                    | −        |
| 6       | Johnny Moss                    | −        |
| 7       | Roger Van Ausdall              | −        |
| 8       | Jimmy Casella                  | −        |